# Théodore de Gadara
Théodore de Gadara (de Rhodes selon sa préférence) est, avec Apollodore de Pergame, l'un des professeurs de rhétorique les plus éminents du Ier siècle av. J.-C., maître d'Hermagoras de Temnos, qui enseignera l’art oratoire à Rome.

## Histoire
Il a fondé une école de rhétorique à Gadara (actuelle Umm Qeis en Jordanie). Sur l'île de Rhodes, il enseigne au futur empereur romain Tibère l'art de la rhétorique,. 
Les étudiants de Théodore sont communément appelés Théodoréens, tandis que les étudiants d'Apollodore sont connus comme étant les Apollodoréens. L'opposition entre ces deux écoles a été surestimée par les historiens du XIXe et du XXe siècle, qui présentaient les Apollodoréens comme les tenants d'une conception rigide de la rhétorique, au contraire des Théodoréens préférant liberté et variété. Les différences semblent plus minimes et porter sur le plan et les parties du discours, les Apollodoréens recommandant une structure prédéfine, alors que les Théodoréens acceptaient une certaine souplesse. Mais Théodore professait néanmoins l'utilité des règles rhétoriques.